# بيت الدهيري (الحيمة الداخلية)

تعديل مصدري - تعديل

بيت الدهيري هي إحدى قرى عزلة بني الحذيفي بمديرية الحيمة الداخلية التابعة لمحافظة صنعاء، بلغ تعداد سكانها 58 نسمة حسب تعداد اليمن لعام 2004.